# Politie Hollands Midden

Locatie

De politieregio Hollands Midden was 875 km² groot en bevatte 25 gemeenten met in totaal ongeveer 750.000 inwoners. In totaal werkten er zo'n 2200 mensen bij de Politie Hollands Midden. Het hoofdkantoor was gevestigd te Leiderdorp.
Bij de invoering van de Nationale Politie op 1 januari 2013 is de regio Hollands Midden samengevoegd met de regio Haaglanden tot de Regionale Eenheid Den Haag, een van de tien regionale eenheden.

## Beheer tot 1 januari 2013
- Korpschef: J.J.M. Stikvoort
- Korpsbeheerder: H.J.J. (Henri) Lenferink, burgemeester van Leiden
- Hoofdofficier van Justitie: C.A. Nooy

## Overzicht en structuur van de districten
De regio was opgedeeld in vier verschillende districten:
(Vet: Districtbureau was hier gevestigd)

### District 1:Duin- en Bollenstreek
Gemeenten: Hillegom, Katwijk (Katwijk, Rijnsburg, Valkenburg), Lisse (De Engel, Halfweg en Lisse), Noordwijk (Noordwijk aan Zee en Noordwijk-Binnen), Noordwijkerhout (Noordwijkerhout en De Zilk), Oegstgeest en Teylingen.

### District 2:Gouwe-IJssel
Gemeenten: Bergambacht, Bodegraven-Reeuwijk (Bodegraven, Driebruggen, Hogebrug, De Meije, Nieuwerbrug, Reeuwijk-Brug, Reeuwijk-Dorp, Sluipwijk, Tempel en Waarder), Gouda, Nederlek, Ouderkerk, Vlist, Waddinxveen, Zuidplas (Moordrecht, Nieuwerkerk aan den IJssel en Zevenhuizen-Moerkapelle).

### District 3:Rijn- en Veenstreek
Gemeenten: Alphen aan den Rijn (Alphen aan den Rijn, Boskoop en Rijnwoude), Kaag en Braassem (Alkemade en Jacobswoude), Nieuwkoop, Leiderdorp en Zoeterwoude (Gelderswoude, Zoeterwoude-Dorp en Zoeterwoude-Rijndijk).

### District 4:Leiden-Voorschoten
Gemeenten: Leiden en Voorschoten.
Bestaande regionale politieeenheden:
Noord-Nederland ·
Oost-Nederland ·
Midden-Nederland ·
Noord-Holland ·
Amsterdam ·
Den Haag ·
Rotterdam ·
Zeeland - West-Brabant ·
Oost-Brabant ·
Limburg ·
Eenheid Landelijke Expertise en Operaties ·
Eenheid Landelijke Opsporing en Interventies

Voormalige eenheden:
Landelijke Eenheid
Voormalige regiokorpsen:
Politie Groningen ·
Politie Fryslân ·
Politie Drenthe ·
Politie IJsselland ·
Politie Twente ·
Politie Noord- en Oost-Gelderland ·
Politie Gelderland-Midden ·
Politie Gelderland-Zuid ·
Politie Utrecht ·
Politie Noord-Holland-Noord ·
Politie Zaanstreek-Waterland ·
Politie Kennemerland ·
Politie Amsterdam-Amstelland ·
Politie Gooi en Vechtstreek ·
Politie Haaglanden ·
Politie Hollands Midden ·
Politie Rotterdam-Rijnmond ·
Politie Zuid-Holland-Zuid ·
Politie Zeeland ·
Politie Midden- en West-Brabant ·
Politie Brabant-Noord ·
Politie Brabant-Zuidoost ·
Politie Limburg-Noord ·
Politie Limburg-Zuid ·
Politie Flevoland ·